# Dioscòrides (filòsof)
Dioscòrides, en llatí Dioscorides, en grec antic Διοσκορίδης, fou un filòsof estoic grec, pare de Zenó de Tars. Va succeir com a cap dels estoics a Crisip de Soli, que li va dedicar algunes de les seves obres. El mencionen Suides i Diògenes Laerci.